# Barbus jae
Barbus jae är en fiskart som beskrevs av Boulenger, 1903. Barbus jae ingår i släktet Barbus och familjen karpfiskar. IUCN kategoriserar arten globalt som livskraftig. Inga underarter finns listade.

## Bildgalleri

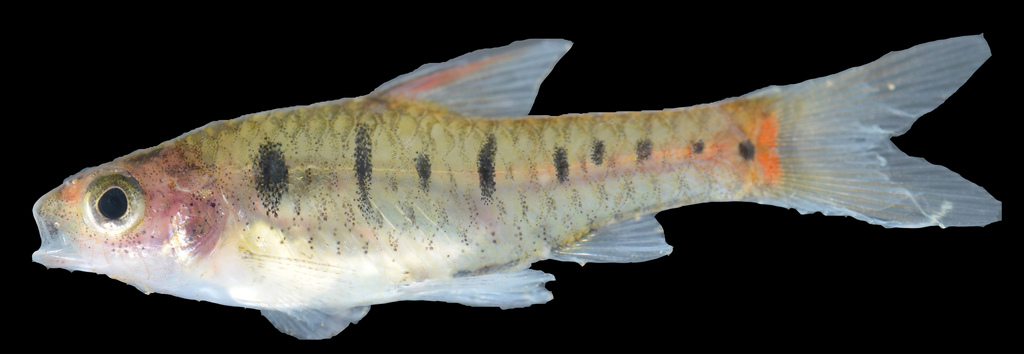
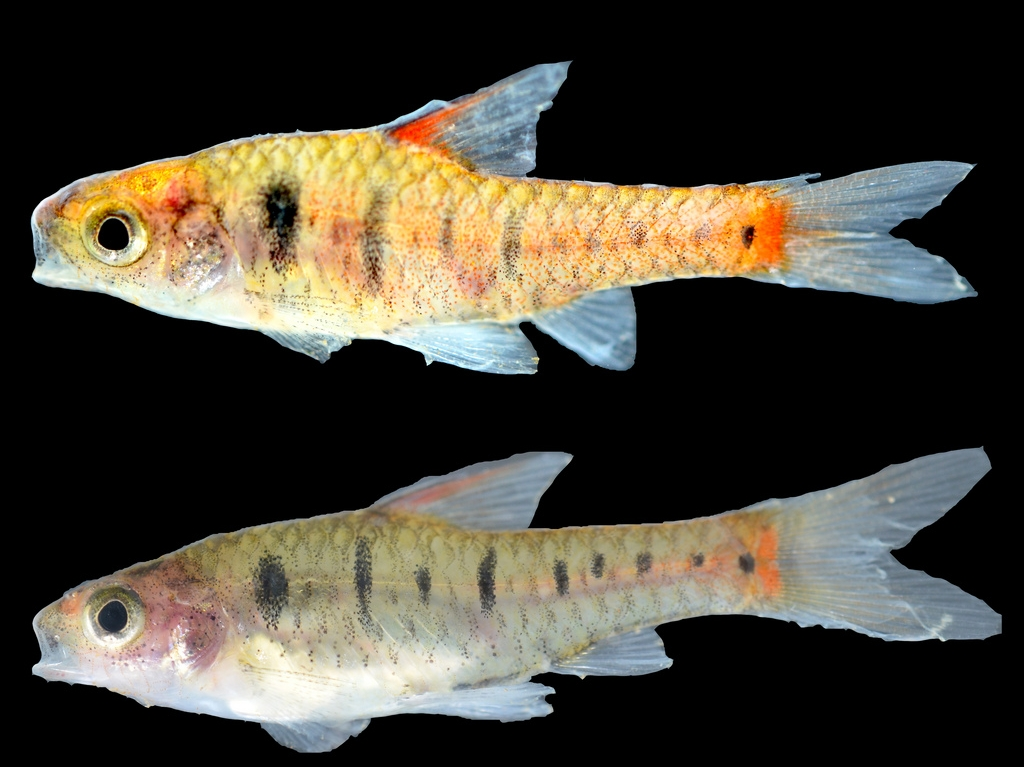
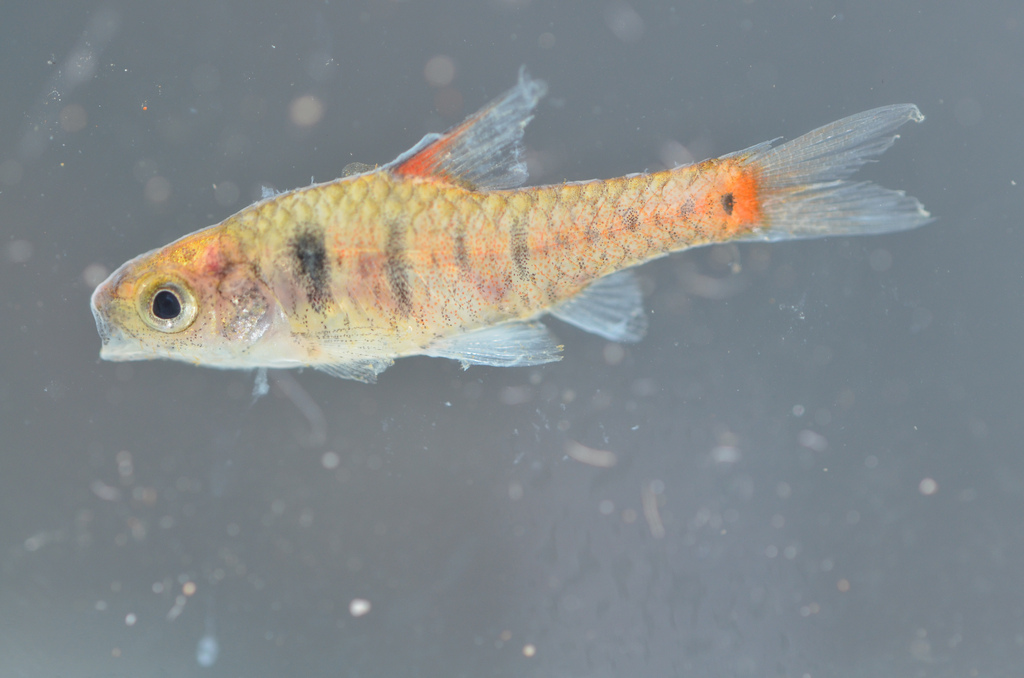
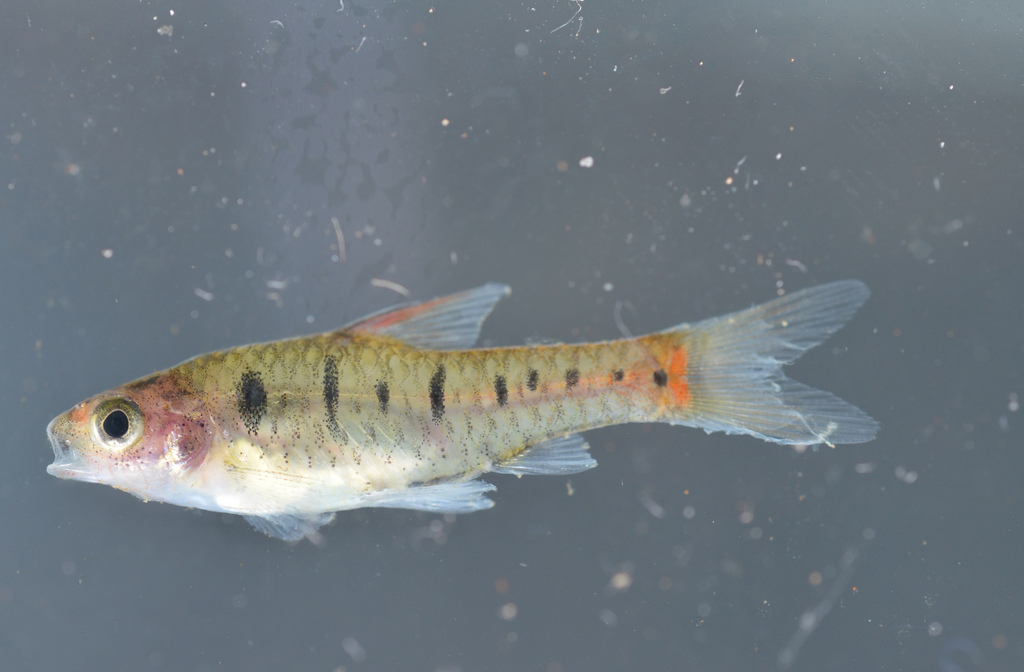